# Roundell Palmer (1er comte de Selborne)
Pour les articles homonymes, voir Roundell Palmer et Palmer.
Roundell Palmer, 1er comte de Selborne (27 novembre 1812-4 mai 1895), est un avocat et politicien britannique. Il sert deux fois comme lord chancelier de Grande-Bretagne.

## Fond et éducation
Selborne est né à Mixbury dans l'Oxfordshire, où son père William Jocelyn Palmer est recteur. Sa mère Dorothée est la fille du révérend William Roundell de Gledstone Hall, Yorkshire il a deux frères William Palmer et Edwin Palmer. Il fait ses études à la Rugby School et au Winchester College. Il est diplômé en 1834 de Oxford et reçoit son diplôme de maîtrise en 1836. Pendant son séjour à l'Université, il devient un ami proche de Frederick William Faber. Il est rapidement connu pour son esprit vif et subtil et sa vaste érudition. Il est appelé au barreau en 1837.

## Carrière politique
Selborne entre au Parlement en tant que conservateur en 1847. Il rejoint les Peelite et aide à créer le Parti libéral en 1859. Il sert sous Lord Palmerston et Lord Russell comme solliciteur général entre 1861 et 1863 et comme procureur général entre 1863 et 1866.
Sous Gladstone, il est lord chancelier en 1872 et est créé baron Selborne. Son premier mandat voit l'adoption de la Loi sur l'organisation judiciaire de 1873, qui réorganise complètement la magistrature. Il sert dans le second Cabinet de Gladstone (1880-1885), et est créé vicomte Wolmer et comte de Selborne en 1882. Il rompt en 1885 avec Gladstone, au sujet du Home Rule irlandais et rejoint les libéraux unionistes.
Il est élu Fellow de la Royal Society en juin 1860.

## Décisions judiciaires notables
L'Union St. Jacques de Montreal v. Bélisle (1874), 6 L.R. P.C. 31, [1874] UKPC 53 (P.C.).

## Famille
En 1848 Selborne épouse Lady Laura Waldegrave, fille de William Waldegrave (8e comte Waldegrave). Leur fils, William Palmer, 2e comte de Selborne est plus tard un homme politique unioniste de premier plan. Lady Selborne meurt en avril 1885. Lord Selborne porte son deuil pendant dix ans est décédé en mai 1895, à l'âge de 82 ans.

## Distinctions
- PC Membre du Conseil privé
- FRS Membre de la Royal Society

## Publications
- (en) Roundell Palmer, A Defence of the Church of England Against Disestablishment, Londres, novembre 1886, 1re éd. (OCLC 57501388) 2nd ed. (London, December 1886), 3rd ed. (London, March 1887), 4th ed. (London, February 1888)
- (en) Roundell Palmer, Ancient facts and fictions concerning churches and tithes, London ; New York, Macmillan, 1888 (OCLC 60714511, LCCN 03002193)
- Selborne Memorials (London, 1896–98)
  - (en) Roundell Palmer, Memorials. Part 1, Family and personal, 1766-1865., vol. I, London ; New York, Macmillan, 1896 (OCLC 277580024)
  - (en) Roundell Palmer, Memorials. Part 1, Family and personal, 1766-1865., vol. II, London ; New York, Macmillan, 1896 (OCLC 277580029)
  - (en) Roundell Palmer, Memorials, Part II. Personal and Political, vol. I, London ; New York, Macmillan, 1898 (OCLC 831400848)
  - (en) Roundell Palmer, Memorials, Part II. Personal and Political, vol. II, London ; New York, Macmillan, 1898 (OCLC 277583879, lire en ligne)